# Mapua
Mapua – miasto w Nowej Zelandii, położone w północnej części Wyspy Południowej, w regionie Tasman. Liczy 2013 mieszkańców (stan na 2013 r.).